# Kollegiatstift Saint-Marcel

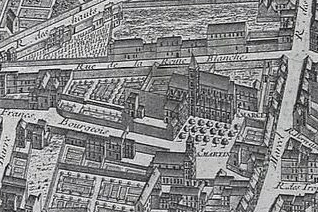
Das Kollegiatstift im Faubourg Saint-Marcel, Ausschnitt aus dem Plan de Turgot (1739)

Das Kollegiatstift St. Marcel (frz. Collégiale Saint-Marcel) war ein dem heiligen Marcellus von Paris († 436 ?) geweihtes Stift mit einer gleichnamigen Kirche in dem früher vor den Toren der Stadt Paris gelegenen, unabhängigen Marktflecken Saint Marcel lez Paris, der im 15. Jahrhundert mit dem benachbarten Ort Saint-Médard zusammengeschlossen und als Faubourg Saint-Marcel oder Saint Marceau dem städtischen Einzugsbereich angegliedert wurde. Das Gebiet bildet gegenwärtig einen Teil des 5. und des 13. Arrondissements von Paris. Die im Jahr 1804 abgerissene Kirche erhob sich an der Kreuzung der noch heute rue de la Collégiale (Straße des Kollegiatstifts) genannten Straße mit dem Boulevard Saint-Marcel. Spätestens seit dem Jahr 1158 unterstanden ihr zwei kleine benachbarte Kapellen, die auch nach ihrer Vergrößerung und Erhebung zu Pfarrkirchen Anfang des 13. Jahrhunderts Filialkirchen von Saint-Marcel blieben. Die erste, Saint-Martin du Cloître, stand unmittelbar neben Saint-Marcel, die zweite, Saint-Hippolyte, etwas weiter westlich am heutigen Boulevard Arago (N° 10 und 12). Diese beiden Kirchen wurden ebenfalls Anfang des 19. Jahrhunderts abgerissen.
Die frühere Kollegiatkirche Saint-Marcel ist nicht zu verwechseln mit der gegen Ende des Jahres 1966 etwa 500 m weiter östlich vollendeten und im darauffolgenden Jahr geweihten Pfarrkirche Saint-Marcel (82 Boulevard de l’Hôpital, 13. Arrdt.) oder mit der evangelisch-lutherischen Kirche Saint-Marcel (24 rue Pierre Nicole, 5. Arrdt.).

## Geschichte
An dem späteren Standort der Kollegiatstiftes befand sich ursprünglich ein im 4. Jahrhundert im Bereich der südlichen Ausfallstraße angelegtes Gräberfeld. Zu diesem gehörte gemäß der mündlichen Überlieferung eine Kapelle, deren Gründungsdatum im Dunkeln liegt. Es wird angenommen, dass sie über dem Grab des Anfang des 5. Jahrhunderts gestorbenen heiligen Marcellus entstand, an dem laut der Heiligenlegende Wunder geschahen. Die Vermutung, sie habe bereits im 4. Jahrhundert, das heißt, vor der Bestattung des Marcellus existiert, ist in Ermangelung eines Beweises in den Bereich der Spekulation zu verweisen, die mündliche Überlieferung einer Stiftung durch Roland de Roncevaux im 8. Jahrhundert, in jenen der Legenden, obwohl nicht zu bestreiten ist, dass dieses Gotteshaus spätestens in der Regierungszeit Karls des Großen († 814), vielleicht auch schon eher vorhanden war. Das älteste erhaltene Dokument, in dem der „Klerus von Saint-Marcel“ explizit erwähnt wird, ist eine im Jahr 811 abgefasste Charta bezüglich einer Angelegenheit, die Stephan, Graf von Paris, mit dem Domkapitel der Notre-Dame regelte.

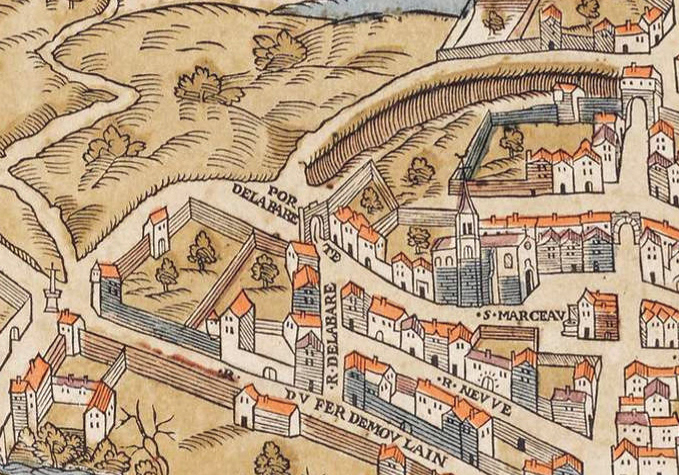
Das Kollegialstift im Faubourg Saint-Marcel, Ausschnitt aus dem Plan von Truschet und Hoyau (1550)

Zu dem stattlichen Stiftsvermögen, Eigentum des Doyens (Stiftsdekan) und der Kanoniker von St. Marcel, zählten im 13. Jahrhundert Lehens- und Manus-Morta-Güter im Süden von Paris, beispielsweise in Ivry, deren Pfarrkirche und eine kleinere dort befindliche Kapelle ihnen unterstanden, in Victoriacum, heute Vitry-sur-Seine, wo sie im Besitz der Kirche Saint-Gervais Saint Protais und deren Friedhof waren und in Theodosim, heute Thiais, des Weiteren in dem kleinen, am damaligen Zusammenfluss des Baches ru de Rungis mit der Bièvre gelegenen Dorf Laiacum oder Laï, heute L’Haÿ-les-Roses. Explizit erwähnt werden diese Orte im Zusammenhang mit einem Freibrief, durch den das Kapitel im Jahr 1238 einhundertfünfzig seiner dort ansässigen Untertanen oder mani sowie ihre Frauen, Kinder und weiteren Nachkommen aus der Leibeigenschaft entließ.
Die Stiftsherren von St. Marcel besaßen ursprünglich die Reliquien des heiligen Marcellus von Paris. Der Schrein, in dem sie bewahrt wurden, ein außerordentlich kostbares Meisterwerk der Goldschmiedekunst, wurde Eligius (frz. Saint Eloi, um 589–659/60), dem später heiliggesprochenen Schatz- und Münzmeister der Merowingerkönige zugeschrieben. Uneinigkeit herrscht darüber, wann und vor welchen eventuellen Angreifern die Kanoniker diese Reliquien aus ihrer vor den Toren der Stadt schlecht gesicherten Stiftskirche in den hinter den Mauern der Île de la Cité gut geschützten Vorgängerbau der heutigen Kathedrale Notre-Dame de Paris in Sicherheit brachten. Die verschiedenen Quellen geben dafür entweder den Zeitraum der Raubzüge der Normannen (9. Jahrhundert) an, oder jenen der Regierungszeit des französischen Königs Philippe-Auguste (1180–1223), während der, aufgrund der ständigen Auseinandersetzungen dieses Königs mit den Plantagenets, zahlreiche Banden plündernder englischer Soldaten die Île-de-France durchstreiften. Tatsache ist, dass die Domherren sich weigerten, die ihnen anvertrauten Reliquien des heiligen Marcellus von Paris wieder herauszugeben, so dass sie lange Zeit in der Kathedrale verblieben. Heute befinden sie sich in der vorstehend erwähnten Pfarrkirche St. Marcel.
Erwähnenswert ist ein steinernes Relief mit der Darstellung eines Stieres oder Ochsen, das früher in einer Höhe von etwa 6 bis 8 Metern (4 Toises oder französische Klafter) an dem über dem nördlichen Querhaus emporragenden Kirchturm angebracht war. Das etwa 130 cm (4 alte Pariser Fuß) breite Werk der Bildhauerkunst gelangte später in den Besitz eines gewissen Monsieur l'Huillier, chef de division à la comptabiliité nationale, der es dem französischen Archäologen Alexandre Lenoir (1761–1839) für das von diesem gegründete Musée des Monuments français übergab. Lenoir brachte das Motiv mit dem Stier mit den drei Kranichen in Verbindung, einer Darstellung der keltischen Gottheit Tarvos Trigaranus auf dem in der Regierungszeit des Kaisers Tiberius (14–37 n. Chr.) im gallo-römischen Lutetia (Paris) zu Ehren Jupiters errichteten Pilier des nautes.
Im Zusammenhang mit der Huldigung des Stiergottes Tarvos Trigaranus und der merkwürdigen Präsenz des gemäß Lenoir heidnischen Bildnisses an einer christlichen Kirche wird von verschiedenen Autoren auf die Tradition eines bis Anfang des 20. Jahrhunderts jährlich in Paris veranstalteten feierlichen Umzuges zu Ehren des Stieres (oder Ochsen) hingewiesen, anlässlich dessen die Metzger das festlich geschmückte Bœuf gras durch die Straßen der Stadt führten. Der Volksmund führte das Relief allerdings auf die legendäre Bezwingung eines Stieres (und nicht eines Drachen) durch den heiligen Marcellus von Paris zurück, oder, nach einer anderen, pragmatischeren Version, auf die Bereitstellung eines Teils der für den Bau des Turmes erforderlichen Mittel durch die Metzger des Bourg Saint-Marcel.
Vom Bestehen des ehemaligen Kollegiatsstiftes zeugt der Name des heutigen Hôpital de la Collégiale.

## Beisetzungen
Im Chor der Kollegiatkirche St. Marcel befand sich die Grabstätte von
- Petrus Lombardus (um 1100–1160[11]), frz. Pierre Lombard, französischer Gelehrter, Theologe und Bischof von Paris italienischer Abstammung